# Perizoma ablutata
Perizoma ablutata là một loài bướm đêm trong họ Geometridae.